# Urbické antrozemě
Urbické antrozemě je souborné označení pro půdy vyskytující se na území obce, které jsou ovlivněné antropogenní (lidskou) činností. Vznikají ze substrátů, které obsahují zbytky stavebních materiálů. V rámci pedologické klasifikace spadají do referenční skupiny antroposolů.